# Endless Procession of Souls
Endless Procession of Souls deseti je studijski album švedskog death metal-sastava Grave. Diskografska kuća Century Media Records objavila ga je 27. kolovoza 2012.

## Popis pjesama
Tekstovi: Ola Lindgren, osim gdje je navedeno drugačije. 
| 1.    | »Dystopia« (instrumentalna skladba) |                               | 0:35 |
| 2.    | »Amongst Marble and the Dead«       |                               | 5:21 |
| 3.    | »Disembodied Steps«                 |                               | 5:42 |
| 4.    | »Flesh Epistle«                     |                               | 3:23 |
| 5.    | »Passion of the Weak«               |                               | 4:36 |
| 6.    | »Winds of Chains«                   |                               | 5:37 |
| 7.    | »Encountering the Divine«           |                               | 3:55 |
| 8.    | »Perimortem«                        |                               | 4:39 |
| 9.    | »Plague of Nations«                 | Lindgren, Tobias Cristiansson | 3:35 |
| 10.   | »Epos«                              |                               | 7:45 |
| 45:08 |                                     |                               |      |

## Zasluge
Grave
- Ola Lindgren – gitara, vokal, produkcija, snimanje, inženjer zvuka, miks, mastering
- Ronnie Bergerstål – bubnjevi
- Tobias Cristiansson – bas-gitara
- Mika Lagrén – gitara

Ostalo osoblje
- Therése Larsson – fotografije (sastava)
- Costin Chloreanu – naslovnica, grafički dizajn (ilustracije)
- Carsten Drescher – umjetnički smjer